# Coupe de France de rugby à XIII 1977-1978
Navigation
Édition précédente Édition suivante
La Coupe de France de rugby à XIII 1977-1978 est la 40e édition de la Coupe de France, compétition à élimination directe mettant aux prises des clubs de rugby à XIII amateurs et professionnels affiliés à la Fédération française de jeu à XIII (aujourd'hui Fédération française de rugby à XIII).

## Liste des équipes en compétition en huitièmes de finale
| \| XIII Catalan FC Lézignan AS Carcassonne et II XIII Limouxin SO Avignon Saint-Jacques XIII Pamiers XIII Tonneins XIII US Villeneuve Villefranche XIII RC Roanne Toulouse olympique XIII SM Pia Bordeaux XIII Paris XIII \| Clubs prenant part à la Coupe de France de rugby à XIII 1978. |
| XIII Catalan FC Lézignan AS Carcassonne et II XIII Limouxin SO Avignon Saint-Jacques XIII Pamiers XIII Tonneins XIII US Villeneuve Villefranche XIII RC Roanne Toulouse olympique XIII SM Pia Bordeaux XIII Paris XIII                                                                     |

## Phase finale
|  | Huitièmes de finale        | Huitièmes de finale        |              |    | Quart-de-finales                    | Quart-de-finales                    |  |  | Demi-finales              | Demi-finales              |  |  | Finale                    | Finale                    |
|  | Huitièmes de finale        | Huitièmes de finale        |              |    | Quart-de-finales                    | Quart-de-finales                    |  |  | Demi-finales              | Demi-finales              |  |  | Finale                    | Finale                    |
|  |                            |                            |              |    |                                     |                                     |  |  |                           |                           |  |  |                           |                           |
|  | le 16 avril 1978 à Castres | le 16 avril 1978 à Castres |              |    | le 1er mai 1978 à Salon-de-Provence | le 1er mai 1978 à Salon-de-Provence |  |  | le 15 mai 1978 à Lézignan | le 15 mai 1978 à Lézignan |  |  | Le 28 mai 1978 à Narbonne | Le 28 mai 1978 à Narbonne |
|  | le 16 avril 1978 à Castres | le 16 avril 1978 à Castres |              |    | le 1er mai 1978 à Salon-de-Provence | le 1er mai 1978 à Salon-de-Provence |  |  | le 15 mai 1978 à Lézignan | le 15 mai 1978 à Lézignan |  |  | Le 28 mai 1978 à Narbonne | Le 28 mai 1978 à Narbonne |
|  | XIII Catalan               | 42                         |              |    | le 1er mai 1978 à Salon-de-Provence | le 1er mai 1978 à Salon-de-Provence |  |  | le 15 mai 1978 à Lézignan | le 15 mai 1978 à Lézignan |  |  | Le 28 mai 1978 à Narbonne | Le 28 mai 1978 à Narbonne |
|  | XIII Catalan               | 42                         |              |    | le 1er mai 1978 à Salon-de-Provence | le 1er mai 1978 à Salon-de-Provence |  |  | le 15 mai 1978 à Lézignan | le 15 mai 1978 à Lézignan |  |  | Le 28 mai 1978 à Narbonne | Le 28 mai 1978 à Narbonne |
|  | Villeneuve-sur-Lot         | 7                          |              |    | le 1er mai 1978 à Salon-de-Provence | le 1er mai 1978 à Salon-de-Provence |  |  | le 15 mai 1978 à Lézignan | le 15 mai 1978 à Lézignan |  |  | Le 28 mai 1978 à Narbonne | Le 28 mai 1978 à Narbonne |
|  | Villeneuve-sur-Lot         | 7                          | XIII Catalan | 20 |                                     |                                     |  |  | le 15 mai 1978 à Lézignan | le 15 mai 1978 à Lézignan |  |  | Le 28 mai 1978 à Narbonne | Le 28 mai 1978 à Narbonne |
|  | le 16 avril 1978           |                            | XIII Catalan | 20 |                                     |                                     |  |  | le 15 mai 1978 à Lézignan | le 15 mai 1978 à Lézignan |  |  | Le 28 mai 1978 à Narbonne | Le 28 mai 1978 à Narbonne |
|  |                            | Avignon                    | 13           |    |                                     |                                     |  |  | le 15 mai 1978 à Lézignan | le 15 mai 1978 à Lézignan |  |  | Le 28 mai 1978 à Narbonne | Le 28 mai 1978 à Narbonne |
|  | Avignon                    | Avignon                    | 13           | 28 |                                     |                                     |  |  | le 15 mai 1978 à Lézignan | le 15 mai 1978 à Lézignan |  |  | Le 28 mai 1978 à Narbonne | Le 28 mai 1978 à Narbonne |
|  | Avignon                    |                            |              | 28 |                                     |                                     |  |  | le 15 mai 1978 à Lézignan | le 15 mai 1978 à Lézignan |  |  | Le 28 mai 1978 à Narbonne | Le 28 mai 1978 à Narbonne |
|  | Villefranche               | 8                          |              |    |                                     |                                     |  |  | le 15 mai 1978 à Lézignan | le 15 mai 1978 à Lézignan |  |  | Le 28 mai 1978 à Narbonne | Le 28 mai 1978 à Narbonne |
|  | Villefranche               | 8                          | XIII Catalan | 18 |                                     |                                     |  |  |                           |                           |  |  | Le 28 mai 1978 à Narbonne | Le 28 mai 1978 à Narbonne |
|  | le 16 avril 1978           |                            | XIII Catalan | 18 |                                     |                                     |  |  |                           |                           |  |  | Le 28 mai 1978 à Narbonne | Le 28 mai 1978 à Narbonne |
|  |                            | Carcassonne                | 8            |    |                                     |                                     |  |  |                           |                           |  |  | Le 28 mai 1978 à Narbonne | Le 28 mai 1978 à Narbonne |
|  | Carcassonne I              | Carcassonne                | 8            | 7  |                                     |                                     |  |  |                           |                           |  |  | Le 28 mai 1978 à Narbonne | Le 28 mai 1978 à Narbonne |
|  | Carcassonne I              | le 14 mai 1978 à Perpignan |              | 7  |                                     |                                     |  |  |                           |                           |  |  | Le 28 mai 1978 à Narbonne | Le 28 mai 1978 à Narbonne |
|  | Roanne                     | 0                          |              |    |                                     |                                     |  |  |                           |                           |  |  | Le 28 mai 1978 à Narbonne | Le 28 mai 1978 à Narbonne |
|  | Roanne                     | 0                          | Carcassonne  | ?  |                                     |                                     |  |  |                           |                           |  |  | Le 28 mai 1978 à Narbonne | Le 28 mai 1978 à Narbonne |
|  | le 16 avril 1978           |                            | Carcassonne  | ?  |                                     |                                     |  |  |                           |                           |  |  | Le 28 mai 1978 à Narbonne | Le 28 mai 1978 à Narbonne |
|  |                            | Saint-Jacques              | ?            |    |                                     |                                     |  |  |                           |                           |  |  | Le 28 mai 1978 à Narbonne | Le 28 mai 1978 à Narbonne |
|  | Saint-Jacques              | Saint-Jacques              | ?            | 17 |                                     |                                     |  |  |                           |                           |  |  | Le 28 mai 1978 à Narbonne | Le 28 mai 1978 à Narbonne |
|  | Saint-Jacques              | le 1er mai 1978 à Rodez    |              | 17 |                                     |                                     |  |  |                           |                           |  |  | Le 28 mai 1978 à Narbonne | Le 28 mai 1978 à Narbonne |
|  | Toulouse                   | 9                          |              |    |                                     |                                     |  |  |                           |                           |  |  | Le 28 mai 1978 à Narbonne | Le 28 mai 1978 à Narbonne |
|  | Toulouse                   | 9                          | XIII Catalan | 18 |                                     |                                     |  |  |                           |                           |  |  |                           |                           |
|  | le 16 avril 1978           |                            | XIII Catalan | 18 |                                     |                                     |  |  |                           |                           |  |  |                           |                           |
|  |                            | Lézignan                   | 7            |    |                                     |                                     |  |  |                           |                           |  |  |                           |                           |
|  | Lézignan                   | Lézignan                   | 7            | 44 |                                     |                                     |  |  |                           |                           |  |  |                           |                           |
|  | Lézignan                   |                            |              | 44 |                                     |                                     |  |  |                           |                           |  |  |                           |                           |
|  | Carcassonne II             | 7                          |              |    |                                     |                                     |  |  |                           |                           |  |  |                           |                           |
|  | Carcassonne II             | 7                          | Lézignan     | 18 |                                     |                                     |  |  |                           |                           |  |  |                           |                           |
|  | le 16 avril 1978           |                            | Lézignan     | 18 |                                     |                                     |  |  |                           |                           |  |  |                           |                           |
|  |                            | Pamiers                    | 5            |    |                                     |                                     |  |  |                           |                           |  |  |                           |                           |
|  | Pamiers                    | Pamiers                    | 5            | 30 |                                     |                                     |  |  |                           |                           |  |  |                           |                           |
|  | Pamiers                    | le 1er mai 1978 à Pamiers  |              | 30 |                                     |                                     |  |  |                           |                           |  |  |                           |                           |
|  | Paris                      | 13                         |              |    |                                     |                                     |  |  |                           |                           |  |  |                           |                           |
|  | Paris                      | 13                         | Lézignan     | 13 |                                     |                                     |  |  |                           |                           |  |  |                           |                           |
|  | le 16 avril 1978           |                            | Lézignan     | 13 |                                     |                                     |  |  |                           |                           |  |  |                           |                           |
|  |                            | Limoux                     | 5            |    |                                     |                                     |  |  |                           |                           |  |  |                           |                           |
|  | Limoux                     | Limoux                     | 5            | 17 |                                     |                                     |  |  |                           |                           |  |  |                           |                           |
|  | Limoux                     |                            |              | 17 |                                     |                                     |  |  |                           |                           |  |  |                           |                           |
|  | Pia                        | 5                          |              |    |                                     |                                     |  |  |                           |                           |  |  |                           |                           |
|  | Pia                        | 5                          | Limoux       | 32 |                                     |                                     |  |  |                           |                           |  |  |                           |                           |
|  | le 16 avril 1978 à Cahors  |                            | Limoux       | 32 |                                     |                                     |  |  |                           |                           |  |  |                           |                           |
|  |                            | Tonneins                   | 5            |    |                                     |                                     |  |  |                           |                           |  |  |                           |                           |
|  | Tonneins                   | Tonneins                   | 5            | 23 |                                     |                                     |  |  |                           |                           |  |  |                           |                           |
|  | Tonneins                   |                            |              | 23 |                                     |                                     |  |  |                           |                           |  |  |                           |                           |
|  | Bordeaux                   | 13                         |              |    |                                     |                                     |  |  |                           |                           |  |  |                           |                           |
|  | Bordeaux                   | 13                         |              |    |                                     |                                     |  |  |                           |                           |  |  |                           |                           |

## Finale (28 mai 1978)
(mt : 5 - 2)
Points marqués :
- XIII Catalan : 4 essais de Sauret (6e et 46e), Cologni (62e) et Grésèque (73e) ; 2 transformations de Bourret (62e et 73e) ; 1 pénalité de Bourret (27e).
- Lézignan : 1 essai de Maïque (67e) ; 1 transformation de Waligunda (67e) ; 1 pénalité de Waligunda (21e).

Évolution du score : 3-0, 3-2, 5-2 (m.t.), 8-2, 13-2, 13-7.
Arbitre : M. Escande 
Spectateurs : 15 939
Recette : 399 905 francs
Composition des équipes :
- XIII Catalan : Alain Domengie - Jean-Pierre Siré, Jean-Marc Bourret, Michel Naudo, Patrick Nauroy - Bernard Guasch (o), Ivan Grésèque (m) - Pierre Zamora, Jean-Louis Brial, Henri Berneau, Jean-Pierre Sauret, Jean-Jacques Cologni, Guy Laforgue - Jean-François Fresquet, Jean-Jacques Vila - Entraîneur : Francis Mas
- Lézignan : Roger Sogorb - Richard Alonso, Marc Subias, André Dumas, Richard Gélis - Éric Waligunda (o), Christian Lapalu (m) - Alain Serrano, Bernard Thiebault, Delphin Castanon, Roger Molina, Victor Buttignol, Michel Maïque - Robert Clottes, Pierre Delpoux  - Entraîneur : Roger Laguens

Le président de la Fédération française de jeu à XIII, René Mauriès, n'assiste pas à la rencontre et laisse son secrétaire général, François Sérié, de remettre la coupe aux vainqueurs. Ces derniers ont refusé dans un premier temps de chercher le trophée en tribune officielle avant de se raviser. En effet, cela intervient une semaine après la finale du Championnat au cours de laquelle un joueur catalan, a frappé d'un coup de pied la tête d'un arbitre alors à terre, celui-ci ainsi que Moliner sont suspendus pour cette finale de Coupe.